# Mistrzostwa Ameryki Południowej w Piłce Siatkowej Mężczyzn 2003
XXV Mistrzostwa Ameryki Południowej w Piłce Siatkowej Mężczyzn odbyły się w brazylijskim mieście Rio de Janeiro między 2 a 6 września 2003 roku.
Tytułu sprzed dwóch lat bronili Brazylijczycy (odnieśli 18 kolejnych zwycięstw) i to oni po raz kolejny zdobyli mistrzostwo. Był to dwudziesty czwarty złoty medal mistrzostw Ameryki Południowej w historii brazylijskiej siatkówki.
Mistrz i Wicemistrz Ameryki Południowej 2003 otrzymali prawo do gry na Pucharze Świata 2003.

## System rozgrywek
Pięć reprezentacji znajdujących się w jednej grupie rozegrało ze sobą mecze w systemie każdy z każdym. Drużyna, która po rozegraniu wszystkich spotkań miała najwięcej punktów, zdobyła tytuł mistrzowski.
O kolejności w tabeli decydowały kolejno: 
- liczba punktów,
- stosunek małych punktów,
- stosunek setów.

## Drużyny uczestniczące
| Reprezentacja | Miejsce w poprzednich mistrzostwach |
| ------------- | ----------------------------------- |
| Argentyna     | 2                                   |
| Brazylia      | 1                                   |
| Chile         | ns.                                 |
| Paragwaj      | ns.                                 |
| Wenezuela     | 3                                   |

## Turniej
| Poz. | Reprezentacja | Pkt | Mecze | Mecze | Mecze | Małe punkty | Małe punkty | Małe punkty | Sety | Sety | Sety  |
| Poz. | Reprezentacja | Pkt | M     | Z     | P     | zdob.       | str.        | ratio       | wyg. | prz. | ratio |
| ---- | ------------- | --- | ----- | ----- | ----- | ----------- | ----------- | ----------- | ---- | ---- | ----- |
| 1    | Brazylia      | 8   | 4     | 4     | 0     | 301         | 192         | 1,567       | 12   | 0    | MAX   |
| 2    | Wenezuela     | 7   | 4     | 3     | 1     | 312         | 248         | 1,258       | 9    | 4    | 2,250 |
| 3    | Argentyna     | 6   | 4     | 2     | 2     | 287         | 268         | 1,070       | 7    | 6    | 1,666 |
| 4    | Chile         | 5   | 4     | 1     | 3     | 214         | 286         | 0,748       | 3    | 9    | 0,333 |
| 5    | Paragwaj      | 4   | 4     | 0     | 4     | 180         | 300         | 0,600       | 0    | 12   | 0,000 |

| 2 września 2003 |

|  | Wenezuela | 3:1(19:25, 25:20, 25:19, 25:19) | Argentyna |  |
|  |           | 3:1(19:25, 25:20, 25:19, 25:19) |           |  |

|  | Brazylia | 3:0(25:15, 25:11, 25:13) | Chile |  |
|  |          | 3:0(25:15, 25:11, 25:13) |       |  |

| 3 września 2003 |

|  | Wenezuela | 3:0(25:17, 25:20, 25:15) | Chile |  |
|  |           | 3:0(25:17, 25:20, 25:15) |       |  |

|  | Brazylia | 3:0(25:9, 25:9, 25:13) | Paragwaj |  |
|  |          | 3:0(25:9, 25:9, 25:13) |          |  |

| 4 września 2003 |

|  | Chile | 3:0(25:20, 25:18, 25:23) | Paragwaj |  |
|  |       | 3:0(25:20, 25:18, 25:23) |          |  |

|  | Brazylia | 3:0(25:20, 25:15, 25:19) | Argentyna |  |
|  |          | 3:0(25:20, 25:15, 25:19) |           |  |

| 5 września 2003 |

|  | Argentyna | 3:0(25:17, 25:17, 25:14) | Chile |  |
|  |           | 3:0(25:17, 25:17, 25:14) |       |  |

|  | Wenezuela | 3:0(25:5, 25:18, 25:14) | Paragwaj |  |
|  |           | 3:0(25:5, 25:18, 25:14) |          |  |

| 6 września 2003 |

|  | Argentyna | 3:0(25:17, 25:13, 25:21) | Paragwaj |  |
|  |           | 3:0(25:17, 25:13, 25:21) |          |  |

|  | Wenezuela | 0:3(22:25, 24:26, 22:25) | Brazylia |  |
|  |           | 0:3(22:25, 24:26, 22:25) |          |  |

## Klasyfikacja końcowa
| Miejsce | Zespół    | Uwagi                       |
| ------- | --------- | --------------------------- |
|         | Brazylia  | Awans na Puchar Świata 2003 |
|         | Wenezuela | Awans na Puchar Świata 2003 |
|         | Argentyna |                             |
| 4       | Chile     |                             |
| 5       | Paragwaj  |                             |